# Giuseppe Gilera
Giuseppe Natale Gellera, dal 1939 Giuseppe Natale Gilera (Zelo Buon Persico, 21 dicembre 1887 – Arcore, 20 novembre 1971), è stato un imprenditore italiano, fondatore della azienda motociclistica italiana Gilera.

## Biografia
Nasce a Zelo Buon Persico, piccolo centro dell'Alto Lodigiano, da Santo Gellera (Gillera nell'atto di battesimo) e da Giuseppa Farina, sesto di sette figli. Trasferitosi con la famiglia a Milano nel 1896, diviene in seguito apprendista alla ditta Bianchi, successivamente alla Bucher & Zeda e infine alla Moto Rêve. Nel frattempo ottiene il diploma di perito tecnico. Nel 1909, a soli 22 anni, progetta e costruisce la sua prima motocicletta, la "VT 317".

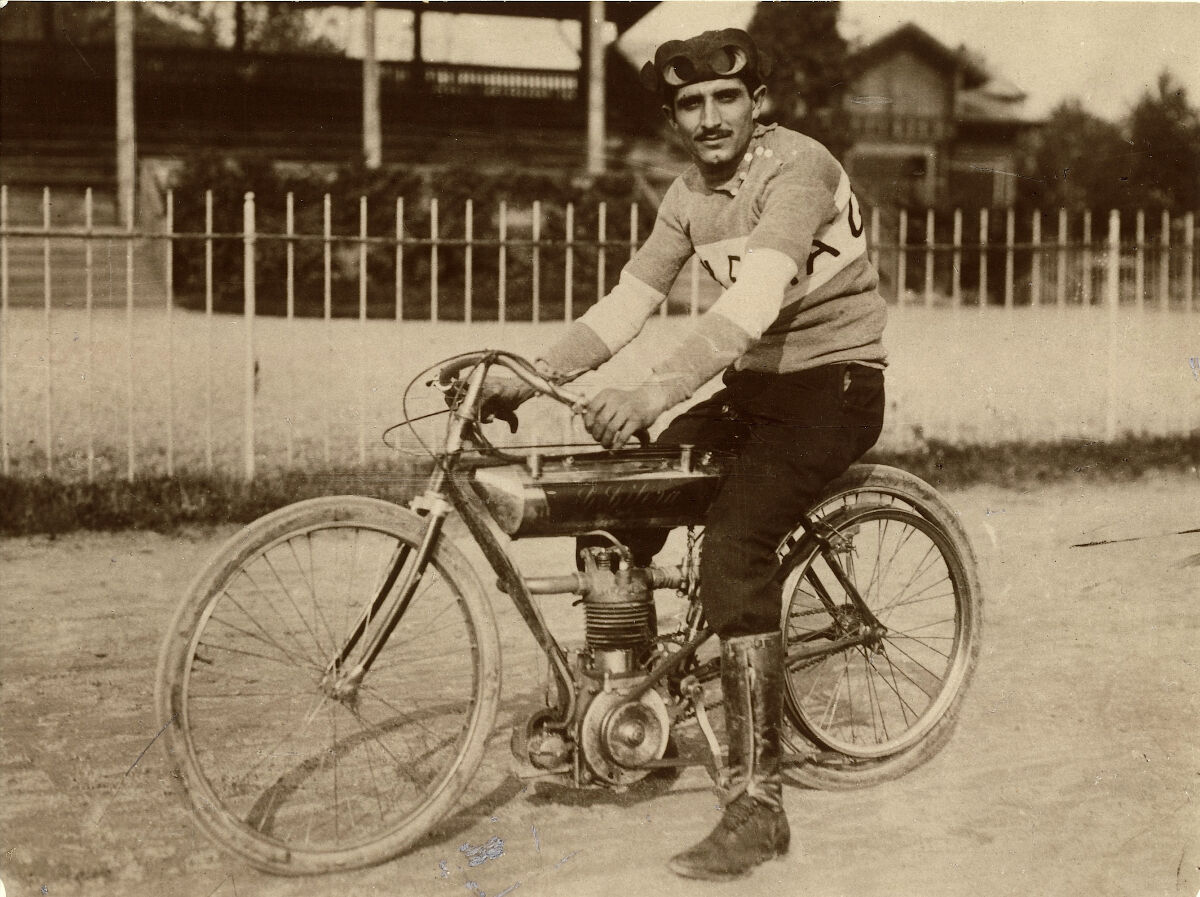
Giuseppe Gilera sulla sua "VT 317" al Trotter di Milano nel 1911

Tra il 1908 e il 1912 partecipa a diverse corse motociclistiche: vince per tre anni consecutivi la Como-Brunate, è primo nel 1911 al Trotter di Milano e si impone nel 1912 sul circuito di Cremona. Nel 1914 si sposa a Cremona con Ida Grana, originaria di Castelnuovo Bocca d'Adda: nascono Giliola (1915-2010), Olga (1921) e Ferruccio (1930-1956).
Nel 1911, con l'aiuto del fratello Luigi, apre la sua prima officina meccanica in corso XXII Marzo 42. Per esigenze di spazio, l'attività viene prima trasferita dall'altra parte della strada, poi, nel 1916 tutta l’azienda viene trasportata ad Arcore, ospite nei capannoni della falegnameria Bestetti. Dopo un altro trasferimento, nel 1923 sorge lo stabilimento di via Cesare Battisti 68, che rimane la sede della casa motociclistica fino alla sua chiusura nel 1993. Durante la seconda guerra mondiale la fabbrica di Arcore viene requisita dai tedeschi e la famiglia Gilera è costretta a sfollare ad Esino Lario.
Nel 1939 chiese ed ottenne la modifica del cognome da Gellera a Gilera.
Il secondo dopoguerra vede l'espansione della Gilera oltreoceano grazie anche ai successi inanellati nel motomondiale e in altre competizioni. Nel 1954 nasce la "Gilera Argentina". È proprio in Argentina che nel 1956 muore per una malattia tropicale contratta in Sud America il figlio Ferruccio, erede designato al timone aziendale, a soli 26 anni. Nel 1958 Gilera viene nominato Cavaliere del Lavoro dal presidente della Repubblica Giovanni Gronchi. Gli iniziali sintomi di crisi che si verificano nel corso degli anni '60 costringono Gilera a cedere nel 1968 il marchio aziendale al gruppo Piaggio.
Muore nel 1971 ad Arcore, per complicanze derivate da un malore occorsogli qualche mese prima durante una crociera.

## Archivio
Presso l'archivio storico della Piaggio a Pontedera, nel superfondo Archivio storico Antonella Bechi Piaggio (estremi cronologici:1882-1991),  si conserva materiale proveniente dallo stabilimento Gilera di Arcore, comprendente, tra l'altro, fotografie, manuali e libretti di uso e manutenzione, prospetti di omologazione di motocicli destinati al mercato italiano ed estero.